# آگوستینو کولتو
آگوستینو کولتو (ایتالیایی: Agostino Coletto; ۱۴ اوت ۱۹۲۷ – ۱ ژوئن ۲۰۱۶) دوچرخه‌سوار اهل ایتالیا بود.